# Kartaune

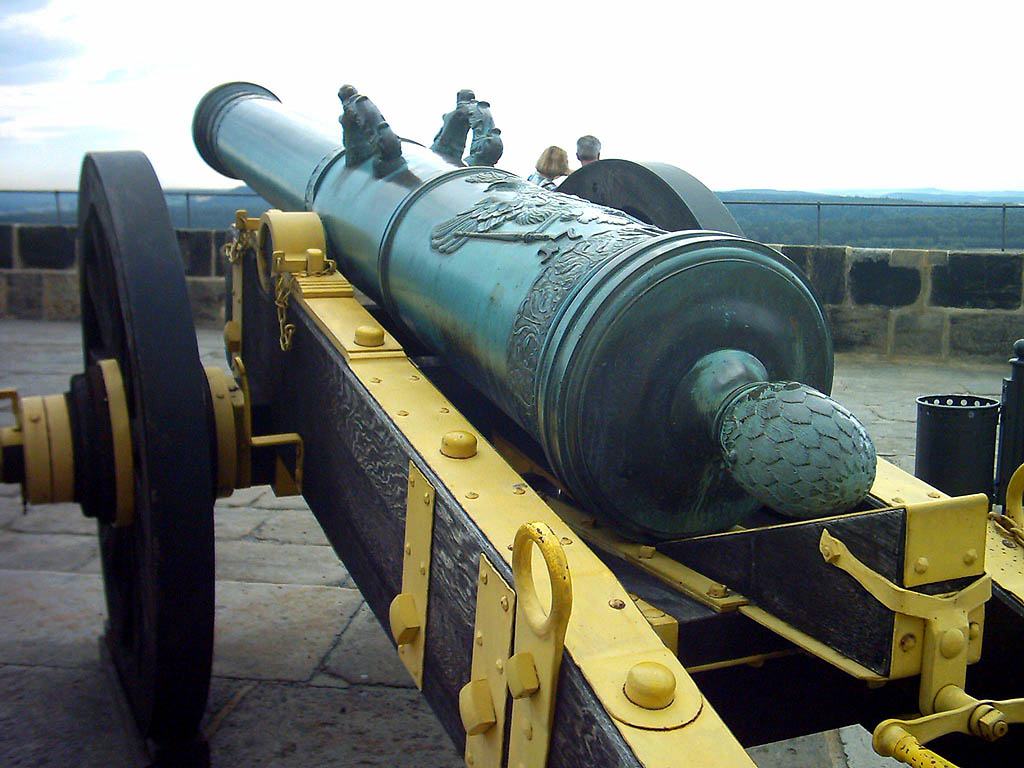
Festung Königstein, Sachsen: Kartaune auf Wandlafette

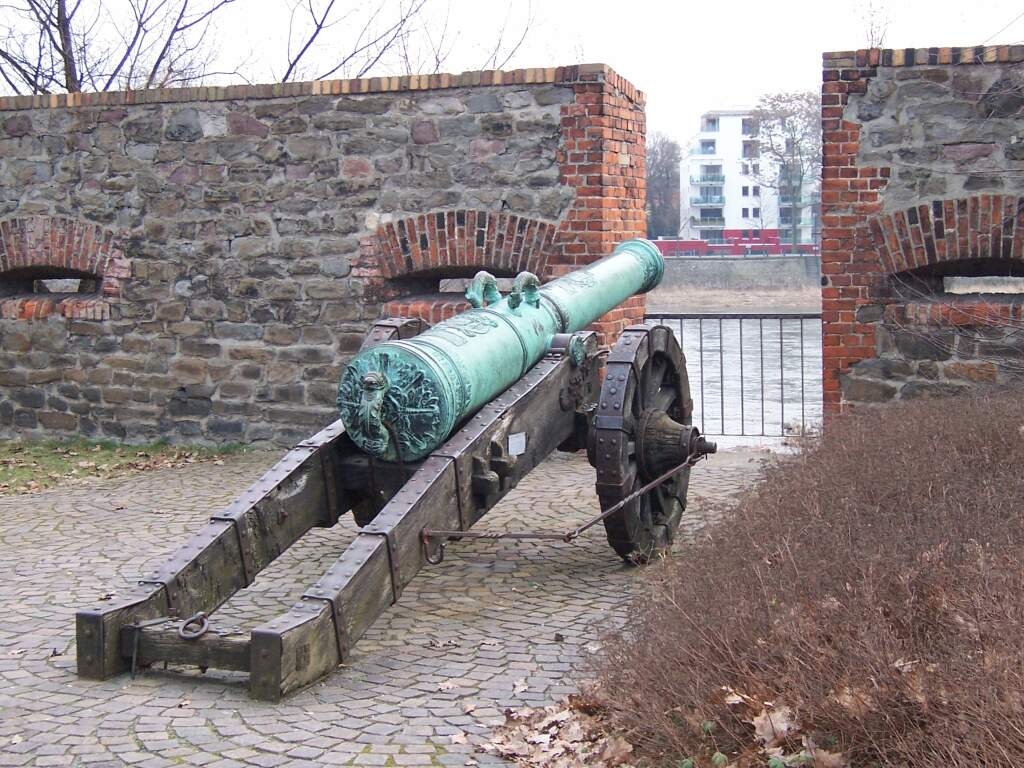
Rekonstruktion einer Wandlafette mit Halbkartaune von 1669 in Magdeburg

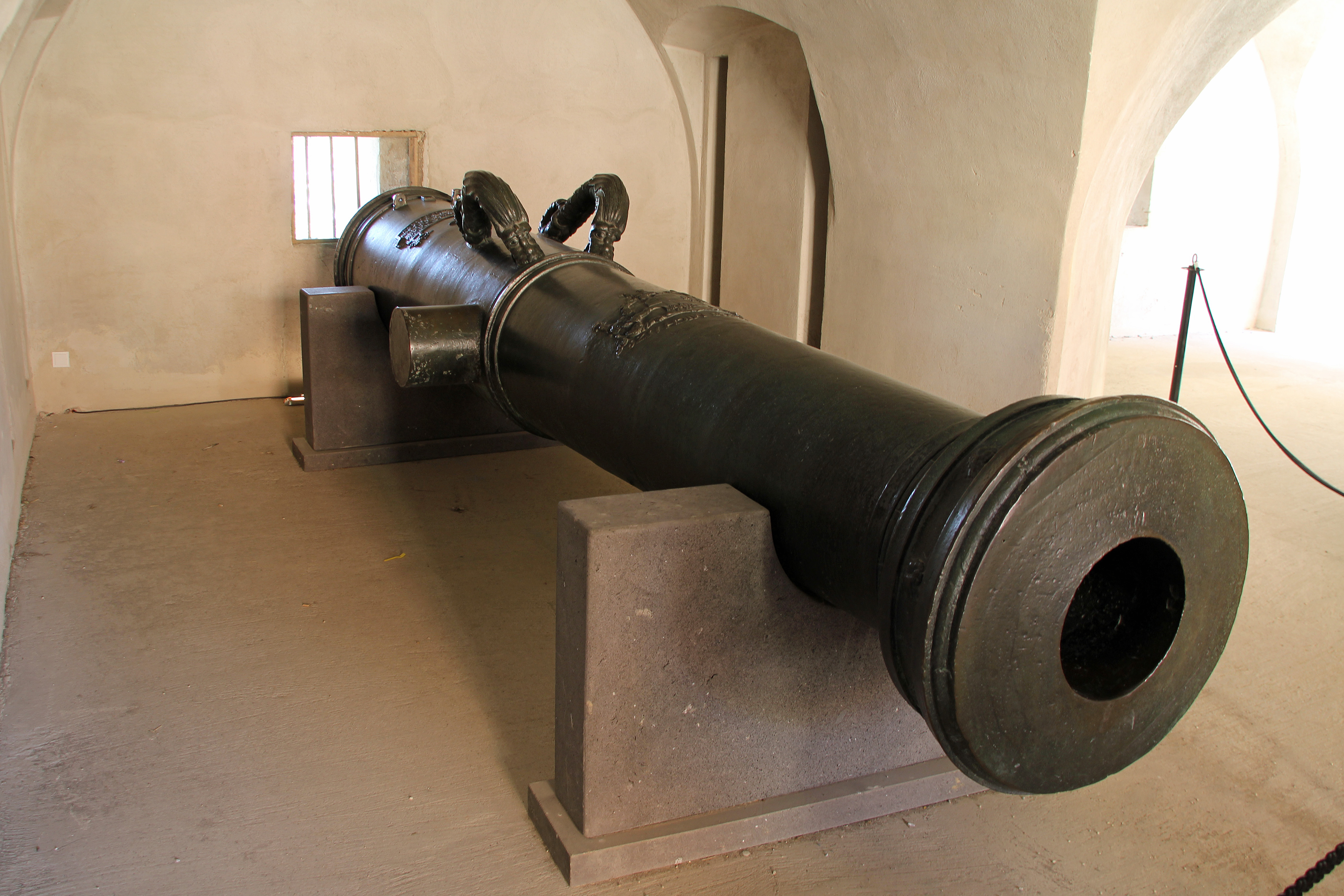
Scharfmetze „Greif“ auf der Festung Ehrenbreitstein, gegossen 1524, zu ihrer Zeit die größte Kanone Europas

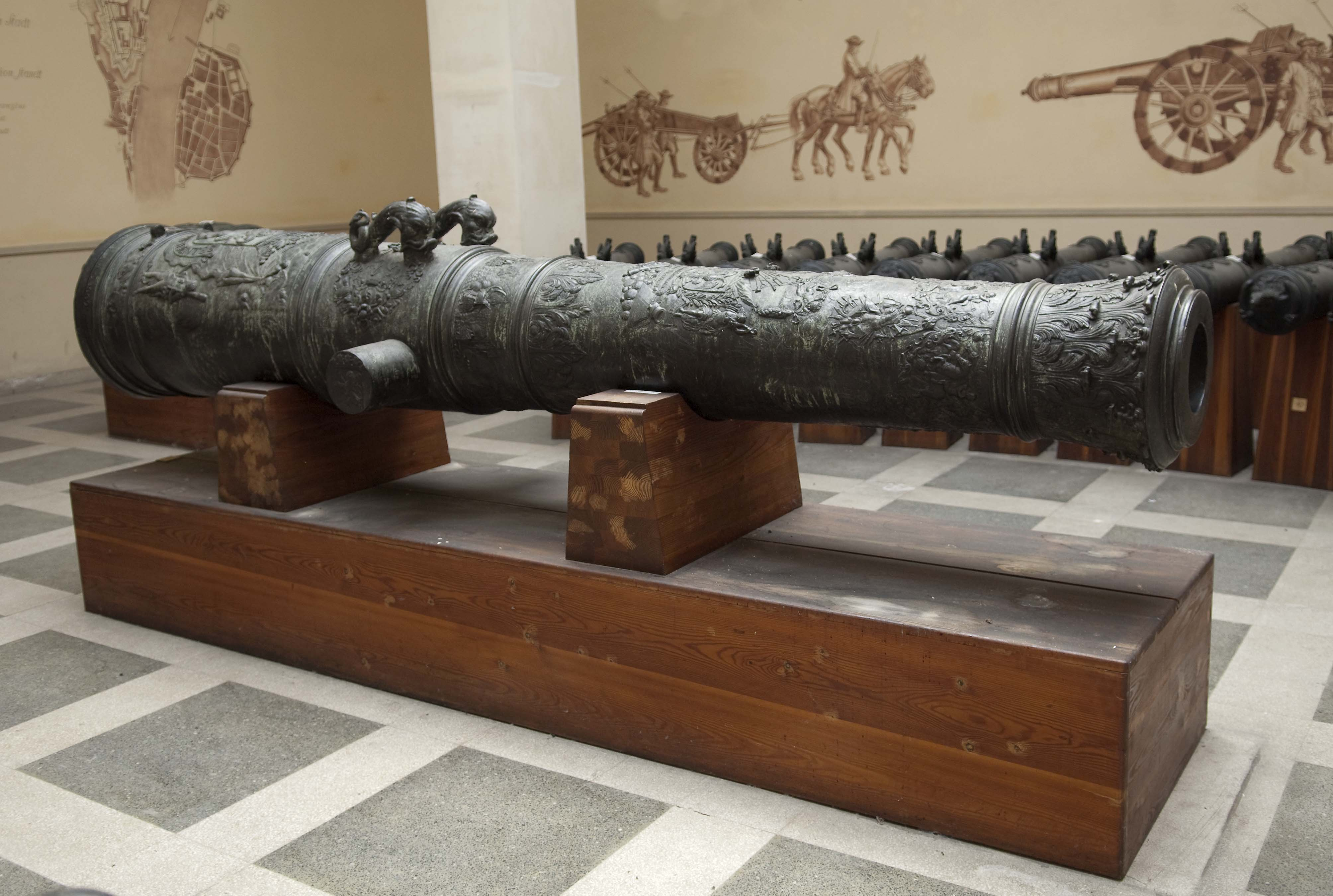
Österreichische Kartaune, gegossen 1669, Heeresgeschichtliches Museum in Wien

Die Kartaune ist ein Vorderlader-Geschütz aus der Zeit des 15./16. Jahrhunderts. Der Begriff Kartaune ist eine Eindeutschung von italienisch quartana bombarda ‚Viertelbüchse‘, deren Eisenkugel ein Viertel einer hundertpfündigen Hauptbüchsenkugel wog. Kartaunen glichen in ihrer äußeren Form einer Scharfmetze, hatten jedoch kleinere Kaliber und ein geringeres Gewicht. Sie wurden nach der Rohrlänge in lange Kartaune (sogenannte „Singerin“) und kurze Kartaune (sogenannte „Nachtigall“) unterteilt. In England war der Name Cannon gebräuchlich.
Das durchschnittliche Kugelgewicht der aus den Viertelbüchsen entstandenen Singerinnen betrug 12 bis 20 kg, das der aus den kurzen Notbüchsen entstandenen Nachtigallen betrug bis zu 25 kg. Eine Kartaune in Wandlafette wog etwa 1,5 bis 2 Tonnen und man brauchte zwölf Pferde, sie zu ziehen.

## Entstehung und Entwicklung
In den Allianzkriegen hatte der Habsburger Kaiser Maximilian I. Munitionsprobleme für seine Geschütze durch die Vielzahl der verschiedenen Kaliber und Geschossgewichte und strebte deshalb eine Vereinheitlichung auf der Basis des Kugelgewichtes, bezogen auf die Eisenkugel, an.
Im 15. Jahrhundert ließen sich die Geschütze in folgende Arten einteilen:
- Hauptbüchsen
- Notbüchsen[1]
- Schlangenbüchsen[2]
- Kammerschlangen (geteiltes Geschütz / Hinterladervorläufer)[3]
- Basilisk
- Viertelbüchsen und
- Mörser

Die schweren und mittelschweren Steinbüchsen wurden unter dem Begriff Hauptbüchsen zusammengefasst. Notbüchsen hatten lange Rohre und ein mittleres Kaliber und verschossen Eisenkugeln, während die Viertelbüchsen Eisenkugeln von einem Viertel des Gewichtes einer Hauptbüchsensteinkugel verschossen.
Ausgehend von den alten Not- und Viertelbüchsen wurde von Maximilian I. ein neuer Geschütztyp geschaffen: Die Kartaune.
Maximilians neue Einteilung sah für Belagerungsgeschütze vier Geschlechter nach Eisenkugelgewicht vor:
| Bezeichnung  | Kugelgewicht(Eisen) |
| ------------ | ------------------- |
| Hauptbüchsen | 40–50 kg            |
| Scharfmetzen | 25–35 kg            |
| Kartaunen    | 12–25 kg            |
| Basilisken   | 8–12 kg             |

Es gab aber auch weiterhin Geschütze, die sich nicht eindeutig den genannten vier Geschlechtern zuordnen lassen, so zum Beispiel das Dorndrel.
Karl V. vereinheitlichte 1550 nochmals die gesamte Artillerie, er stellte auf das Kaliberssystem um. Er reduzierte die schweren Belagerungsgeschütze und behielt nur die Kartaunen in drei verschiedenen Formen bei:
| Bezeichnung     | Kaliber  | Kugelgewicht | Gesamtgewicht | Rohrlänge  |
| --------------- | -------- | ------------ | ------------- | ---------- |
| Doppelkartaunen | 20–22 cm | 30–40 kg     | 3–4 t         | 17 Kaliber |
| Kartaunen       | 16–18 cm | 18 kg        | 1,8 t         | 17 Kaliber |
| Halbkartaunen   | 12–14 cm | 7–14 kg      | 1,5–2,5 t     | 17 Kaliber |

Nach Mieth gab es auch noch:
| Bezeichnung          | Kaliber  | Kugelgewicht | Gesamtgewicht | Rohrlänge  |
| -------------------- | -------- | ------------ | ------------- | ---------- |
| Dreiviertelkartaunen | 16–17 cm | 15–25 kg     | 2,5–3 t       | 17 Kaliber |
| Viertelkartaunen     | 11,4 cm  | 6 kg         | ? t           | 24 Kaliber |
| Falkaunen            | 9,1 cm   | 3 kg         | ? t           | 27 Kaliber |

In England wurden die Kartaunen (Cannons) wie folgt unterteilt:
(alle Maße und Gewichte sind Etwa-Werte)
| englische Typen   | Kaliber | Kugelgewicht | Gesamtgewicht | Pulverladung |
| ----------------- | ------- | ------------ | ------------- | ------------ |
| Cannon-Royal      | 21,6 cm | 30 kg        | 3,6 t         | 13,5 kg      |
| Cannon            | 17,7 cm | 27 kg        | 2,7 t         | 12 kg        |
| Cannon-Serpentine | 17,5 cm | 11 kg        | 2,5 t         | 11 kg        |
| Bastard-Cannon    | 17,5 cm | 19 kg        | 2,1 t         | 9 kg         |
| Demi-Cannon       | 16,5 cm | 15 kg        | 1,8 t         | 8 kg         |
| Cannon-Petro      | 15 cm   | 11 kg        | 1,8 t         | 6,5 kg       |

Der Einsatz von Cannon-Royal und Cannon-Serpentine auf Kriegsschiffen der englischen Flotte ist nicht belegt.
Mitte des 16. Jahrhunderts waren die Doppelkartaunen die schwersten Belagerungsgeschütze. Zu dieser Zeit wandelte sich auch der Sprachgebrauch, der das Geschossgewicht zur Geschützbezeichnung werden ließ, zum Beispiel wurden Kartaunen zu „40-Pfündern“ und Halbkartaunen zu „24-Pfündern“.

## Museale Rezeption
In der über 550 Geschütze und Rohre umfassenden Geschützrohrsammlung des Heeresgeschichtlichen Museums in Wien befinden sich auch mehrere Kartaunen, darunter eine halbe Kartaune „Singerin“, gegossen 1579 von Martin II. Hilger (1538–1601). Die Zugehörigkeit zur Gattung „Singerin“ spiegelt sich auf dem Rohr wider, wo auf dem Langfeld ein Singvogel dargestellt wurde.

## Verwendung des Begriffs in der Neuzeit
Der Begriff „Kartaune“ wurde vereinzelt auch noch in der Neuzeit für moderne Hinterlader-Geschütze verwendet. So wurde etwa im Ersten Weltkrieg ein Geschütz, das aus der Lafette der berühmten Dicken Bertha und einem neuen (kleineren und längeren) Rohr entstanden war, als Schwere Kartaune bzw. „β-M-Gerät“ bezeichnet.